# Ștefan Miu
Ștefan Miu (* 14. Oktober 1935 in Giurgiu; † 16. Juli 2015) war ein rumänischer Fußballspieler und -trainer.

## Sportlicher Werdegang
Miu spielte für Sportul Studențesc. Später wurde er Trainer des Klubs, der zeitweise als Știința Bukarest antrat, und betreute dabei unter anderem Mircea Lucescu und Mihai Ciornoavă, die unter seiner Anleitung als Zweitligaspieler zu rumänischen Nationalspielern avancierten.
Nach dem Ende seiner Trainertätigkeit war Miu als Professor an der Polytechnischen Universität Bukarest bei der dortigen Fakultät für Leibeserziehung und Sport tätig-
Ihm zu Ehren wurde posthum mit der Cupa Ştefan Miu ein nach ihm benanntes Jugendfußballturnier initiiert.